# Ricardo Belmont Cassinelli
Ricardo Belmont Cassinelli (ur. 29 sierpnia 1945 w Limie) – właściciel peruwiańskiej sieci telewizyjnej oraz polityk. Alkad Limy od 1990 do 1995. Popularnie nazywany "El Hermanón" (Wielki Brat) z powodu sympatyczności oraz "El Colora'o" (Kolorowy) z powodu rudych włosów.

## Kariera
Ricardo Belmont to syn Ricardo Belmont Barra, który założył TV Bego Excelsior (Kanał 11 w Peru) w 1967. Do TV Bego Excelsior należy Excelsior FM Radio (104.7 FM w Peru). Młodszy Belmont był zapalonym sportowcem. Szczególnie interesowała go piłka nożna i boks. Jego sportowe pasje pomogły mu później w wyborach na Burmistrza Limy. Startując na drugą kadencję powiedział "Druga połowa dopiero się zacznie, to praca przeciwko słowie. Wybierzcie drzewo (jego symbol), a wygramy wszyscy." Był wcześniej dziennikarzem.
W 1986 przejął Kanał 11 i zmienił jego nazwę na Red Bicolor de Comunicaciones inicjały stacji miały pokrywać się z inicjałami Belmonta. Nadawał od południa do północy pokazując głównie północno-amerykańskie programy: Bonanza, Get Smart, Bravestarr oraz The Twilight Zone (wersja z 1985). Istniało kilka produkcji RBC, między innymi Club 110 (peruwiańska wersja Family Feud), Habla el Pueblo – własny talk-show Belmonta oraz Mirando la Música program z wideoklipami muzycznymi. W końcu lat 80' RBC zaczęło rozbudowywać swoje usługi. RBC Radio 980 AM było najpopularniejszym kanałem sportowym, podczas gdy 91.9 FM było alternatywą dla Excelsior FM Radio, w którym można było usłyszeć tylko salsę i muzykę tropikalną.

## Polityka
W 1990 ogłosił swoją kandydaturę do wyborów na alkada Limy. Jego partia polityczna, OBRAS (Pracujący) nawoływała do prac publicznych, podniesienia poziomu życia i nowoczesności. Według Belmonta sprawy te zaniedbał Jorge del Castillo Gálvez, który według niego bardziej był reprezentantem prezydenta Alana García niż prawdziwym alkadem. Chociaż poparł kandydaturę prezydencką Mario Vargas Llosa, wybrał opozycyjne stanowisko wobec kandydata partii Llosa na alkada Limy - Juana Inchaustegui. Charyzma Belmonta pomogła mu w zdobyciu głosów większości wyborców.
Belmont i nowy prezydent Alberto Fujimori byli postrzegani za przyjaciół i współpracowników. Głównie ze względu na to, że obaj byli oficjalnie bezpartyjni. Prawdziwa przyjaźń i zdolności przekonywające Belmonta spowodowały, że uzyskał on pieniądze na projekty reklamowane podczas kampanii wyborczej.
Ukończył większość z tych projektów, mianowicie:
- Intercambio Vial Norte (północna wymiana): ułożenie chodnika, połączenie z innymi drogami
- Intercambio Vial Este (wschodnia wymiana): kombinacja dwóch mostów nad rzeką Rímac łączących dzielnice El Agustino bezpośrednio z San Juan de Lurigancho
- Intercambio Vial Sur (południowa wymiana): budowa węzła drogowego eliminującego korki.
- Tereny sportowe dla biednych, głównie do gry w piłkę nożną, koszykówkę, squash.

Wybrany na drugą kadencję w 1994, Belmont przestał współpracować z Alberto Fujimorim. Partia prezydenta uchwaliła Dekret Nr. 776, który zmuszał alkadów do oddawania pieniędzy miasta i prowincji do niższych i  biedniejszych szczebli administracyjnych. Zatrzymało to organizowanie prac publicznych. Dawni pracownicy zaczęli strajkować, a jego popularność spadła.